# لورا مونتز لیال
لورا مونتز لیال (به انگلیسی: Laura Muntz Lyall)، (متولد ۱۸ ژوئن ۱۸۶۰ - درگذشته ۹ دسامبر ۱۹۳۰) نقاش امپرسیونیست کانادایی بود که به خاطر تصویربرداری از زنان و کودکان شناخته شده‌است.

## زندگی و کار
لورا آدلین مونتز در سال ۱۸۶۰ در رویال لیمینگتون اسپا، واریک‌شر، انگلیس متولد شد اما خانواده او از کودکی به کانادا مهاجرت کردند. وی در مزرعه ای در منطقه مسکوکا در انتاریو بزرگ شد. علاقه مونتز به هنر در زن جوانی باعث شد تا وی دروس نقاشی را از ویلیام چارلز فورستر از همیلتون بگیرد و در مدرسه وی زندگی و کار کند.
از سال ۱۸۸۲، کلاس‌های خود را در مدرسه هنری انتاریو آغاز کرد و در آنجا نزد لوسیوس ریچارد اوبراین و بعداً نزد جورج اگنیو رید تحصیل کرد. وی در سال ۱۸۸۷ به مدت کوتاهی در مدرسه هنر کنزینگتون جنوبی تحصیل کرد، سپس برای ادامه تحصیل در رید به کانادا بازگشت. در سال ۱۸۹۱، وی برای تحصیل در یک دوره هفت ساله تحصیل در پاریس، در آکادمی مشهور کولاروسی شرکت کرد. موضوع مورد علاقه او کودکان بود.  از سال ۱۸۹۳، رنگ آمیزی او در سبک امپرسیونیست بود. کارهای او در نمایشگاه‌های مختلف به نمایش گذاشته شد و در نتیجه تولید مجدد برخی از آثار در مجلات، اعتبار رو به رشد و فروش موفقیت‌آمیز حاصل شد. .
وی برای گسترش منابع مالی محدود خود، دروس خصوصی انگلیسی را برگزار کرد و در یک آپارتمان با نقاش آمریکایی، ویلهلمینا هاولی (۱۸۶۰–۱۹۵۸) مشترک بود. هاولی به احتمال زیاد تکنیک آبرنگ خود را به مونتز آموخت و آنها با هم به جنوب هلند سفر کردند و در آنجا نقاشی کردند. زمانی که او در پاریس بود، مونتز مجرد از یک سال پیروزمند خارج از کشور برای مراقبت از یکی از اقوام بیمار به خانه دعوت شد. پس از بازگشت، در سال ۱۸۹۶، در آکادمی کولاروسی، به رسمیت شناختن کوشش و استعداد، مونتز را به عنوان رئیس استودیو انتخاب کردند.
در سال ۱۹۳۰، مونتز بیمار بود و نگران مسئولیت‌های خانوادگی ای بود که پانزده سال قبل از آن به عهده گرفته بود. با وجود این شرایط تا زمان مرگ در ۱۹۳۰ به نقاشی ادامه داد.
لیال در قبرستان مونت پلزنت در تورنتو مدفون است.

## مجموعه‌ها
گالری ملی کانادا و گالری هنری انتاریو هم کارهای وی را در دارایی‌های خود گنجانده‌اند.

## نقاشی‌ها

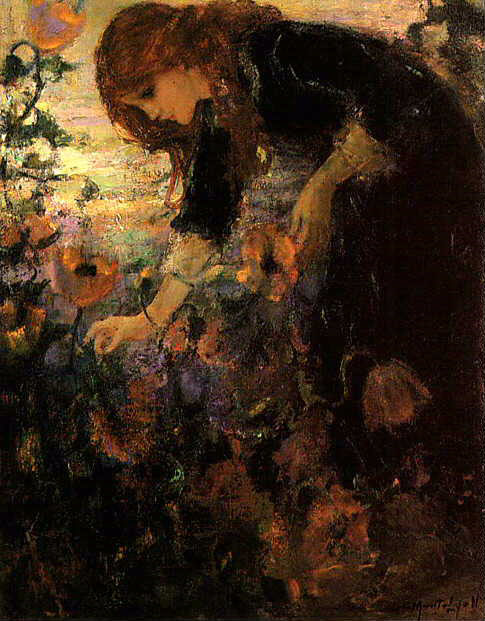
خشخاش شرقی
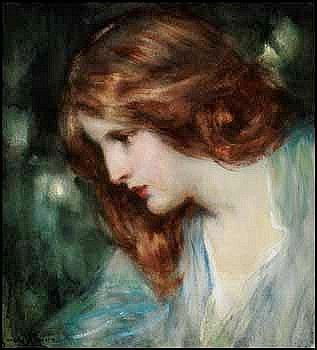
پرتره زن جوان
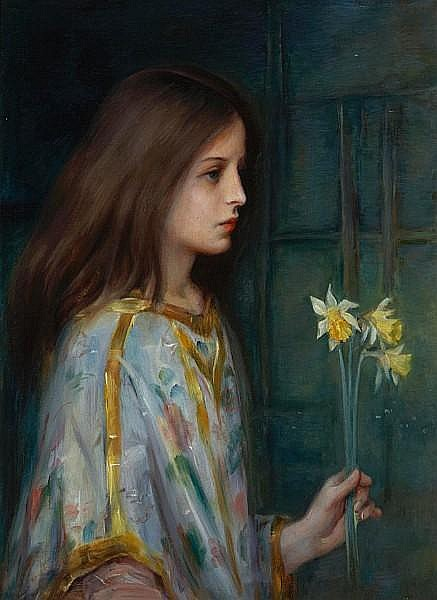
دختر جوان گل نرگس در دست دارد
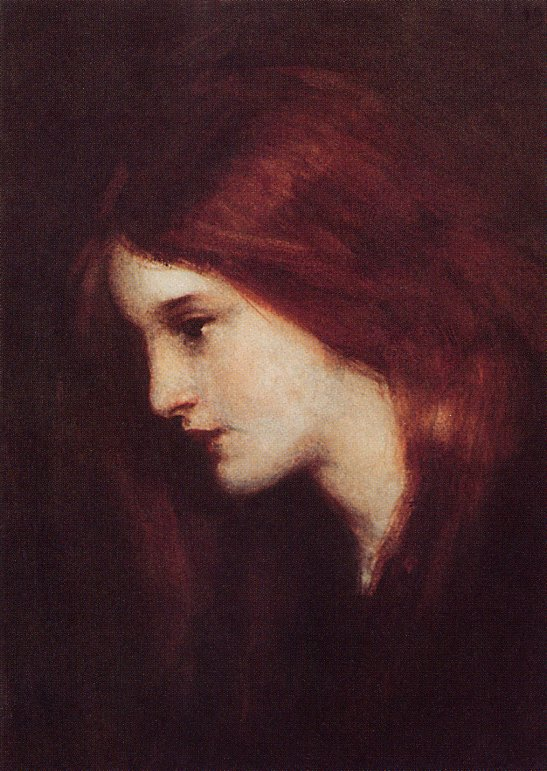
سر کوچک قرمز
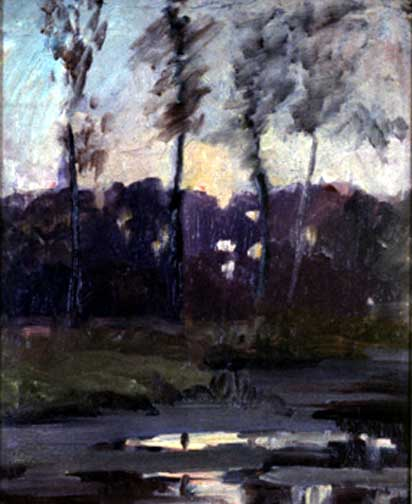
درختان کنار رودخانه  (۱۹۰۰)
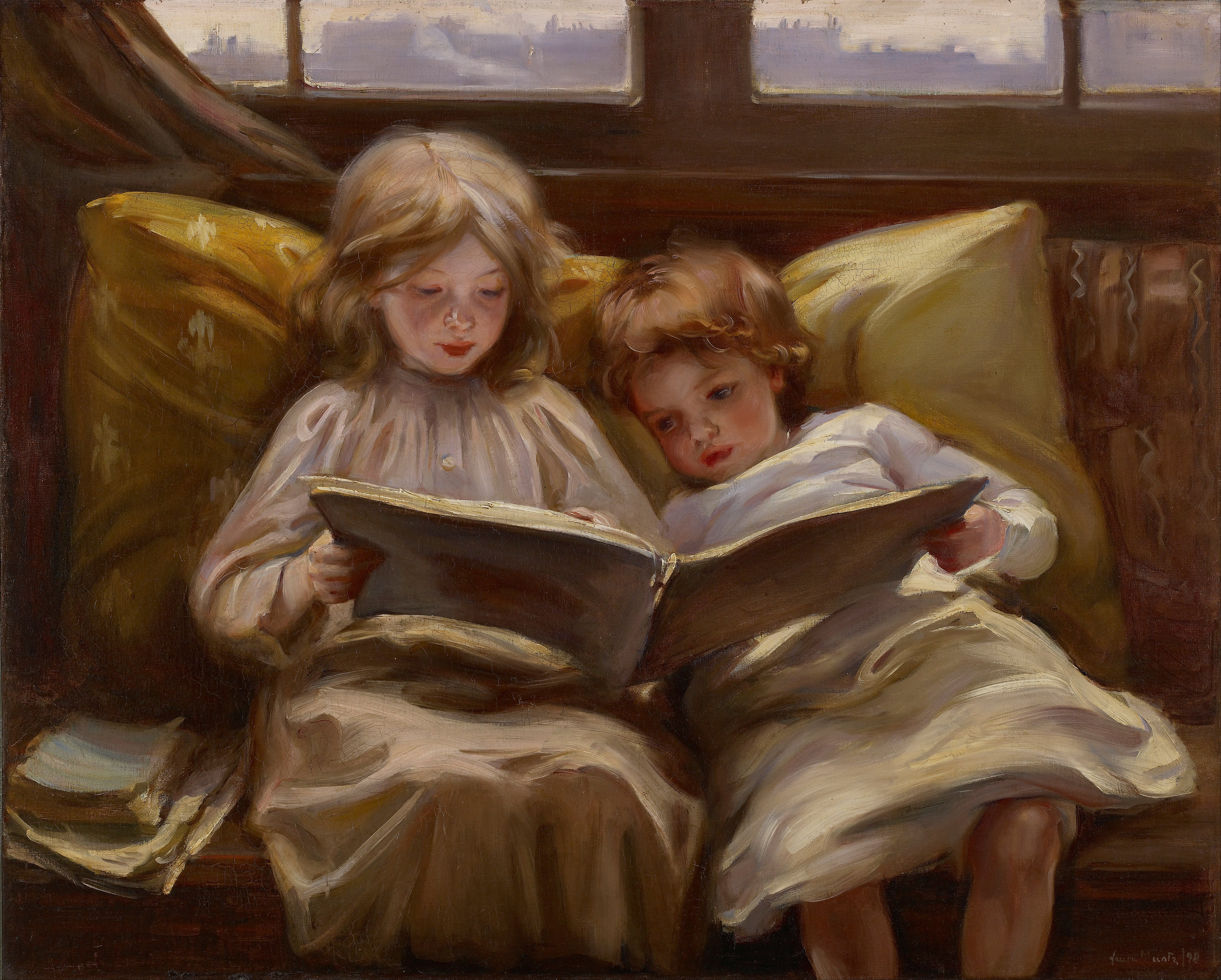
داستان جالب (۱۸۹۸)